# Mulambakwena
Mulambakwena è un villaggio del Botswana situato nel distretto Nordorientale, sottodistrtto di North East. Il villaggio, secondo il censimento del 2011, conta 974 abitanti.